# Pseudomiopteryx meridana
Pseudomiopteryx meridana är en bönsyrseart som beskrevs av Giglio-tos 1915. Pseudomiopteryx meridana ingår i släktet Pseudomiopteryx och familjen Thespidae. Inga underarter finns listade i Catalogue of Life.